# 世界トイレの日
世界トイレの日 (英語: World Toilet Day)は国際連合が世界中の衛生状況の改善に取り組むべく、毎年11月19日に定める国際デーである。世界全体では約45億人の人々が不衛生なトイレ設備を利用しており、約8.9億人の人々が屋外排泄をしていると言われている。 SDGsの17つの目標では6つ目の目標にあたり、ターゲットでは6.2で「2030年までに、すべての人々の、適切かつ平等な下水施設・衛生施設へのアクセスを達成し、野外での排泄をなくす。女性および女子、ならびに脆弱な立場にある人々のニーズに特に注意を向ける。」と記されている。
世界トイレの日は2011年11月19日に世界トイレ機関により創設され、2013年に国際連合総会で国際連合公認の国際デーとされた。